# Guglielmo Nasi
Guglielmo Ciro Nasi (ur. 21 lutego 1879 w Civitavecchii, zm. 21 września 1971 w Modenie) – włoski polityk i generał dowodzący podczas kampanii wschodnioafrykańskiej w II wojnie światowej.

## Życiorys
W okresie od 7 stycznia 1924 do 4 listopada 1928 roku był attaché wojskowym w Paryżu. Od 1928 roku pełnił funkcję szefa sztabu włoskich oddziałów kolonialnych. W latach 1934–1935 był wicegubernatorem Cyrenajki, w latach 1936–1939 gubernatorem Harer i gubernatorem Shewa w latach 1939–1940. Od roku 1939 pełnił także funkcję wicegubernatora Włoskiej Afryki Wschodniej. Pełniąc tę funkcję przyczynił się do poprawy morale administracji wojskowej i cywilnej, wykazał się także skutecznością w nawiązywaniu i utrzymywaniu kontaktów z tamtejszymi wodzami plemiennymi. W sierpniu 1940 dowodził operacją podboju Somali Brytyjskiego. Wykorzystując wsparcie lotnicze i czołgi, zmusił Brytyjczyków i ich sprzymierzeńców do ewakuacji do Adenu. Podczas brytyjskiej kontrofensywy na początku 1941 roku został zmuszony do wycofania się do Gondaru, który stał się ostatnim włoskim garnizonem we Włoskiej Afryce Wschodniej i skapitulował 28 listopada 1941 roku (znacznie później niż pozostałe włoskie placówki).
Po kapitulacji księcia Amedeo i generała Pietro Gazzery pełnił obowiązki wicekróla i generała-gubernatora Włoskiej Afryki Wschodniej. Po kapitulacji wysłany jako jeniec wojenny do Kenii, gdzie po śmierci księcia Amedeo objął zwierzchnictwo nad 60 tysiącami Włochów przebywających w niewoli brytyjskiej.
Powrócił do Włoch po zakończeniu wojny w 1945 roku. Cztery lata później, w czasie gdy Somalia była terytorium powierniczym ONZ, Nasi został powołany na jej komisarza. Zmarł w Modenie w 1971 roku.
Mimo umieszczania go przez powojenny rząd Etiopii na liście największych zbrodniarzy wojennych, włoski historyk Angelo del Boca postrzega go za najlepszego oficera włoskich sił zbrojnych we Wschodniej Afryce. Solomon Getahun podziela tę nieco mniej krytyczną ocenę Nasiego stwierdzając, że gdyby nie jego (dobra) postawa wobec ludności Gondaru i okolic, nie zdołałby tak długo skutecznie odpierać ataków wojsk brytyjskich i etiopskich.